# The Gray Man (film 2022)
The Gray Man è un film del 2022 diretto e co-prodotto da Anthony e Joe Russo.
La pellicola è l'adattamento cinematografico dell'omonimo romanzo di Mark Greaney.

## Trama
L'operativo più abile reclutato dalla CIA, noto come Court Gentry alias Sierra Six, scopre accidentalmente dei segreti dell'agenzia e per questo diventa il bersaglio dello psicopatico Lloyd Hansen e di diversi assassini in tutto il mondo.

## Produzione

### Sviluppo
Il progetto è stato menzionato per la prima volta nel gennaio 2011 dalla Regency Enterprises, con James Gray alla regia e con una sceneggiatura di Adam Cozad. Inizialmente Brad Pitt era stato scelto per recitare nel film, ma nell'ottobre 2015 viene annunciato che lui e Gray non erano più coinvolti nel progetto. Dopo alcuni anni di silenzio, nel luglio 2020 i fratelli Russo sono stati annunciati come registi.

### Cast
A luglio 2020 Ryan Gosling e Chris Evans sono stati scelti per recitare nel film, mentre nel dicembre successivo, Dhanush, Ana de Armas, Jessica Henwick, Wagner Moura e Julia Butters si sono uniti al cast. Regé-Jean Page, Billy Bob Thornton, Alfre Woodard, Eme Ikwuakor e Scott Haze sono entrati a far parte del cast nel marzo 2021, così come DeObia Oparei due mesi più tardi.

### Riprese
Le riprese sarebbero dovute iniziare il 18 gennaio 2021 a Long Beach, in California, prima di essere posticipate al 1º marzo successivo. Esse si sono svolte in diverse località europee, tra cui Praga, in Repubblica Ceca e nel castello di Chantilly, in Francia. Le riprese si sono concluse il 31 luglio dello stesso anno.
Realizzata con un budget di 200.000.000 di dollari,  The Gray Man è la seconda pellicola più costosa della storia di Netflix, assieme a Red Notice.

## Promozione
Il trailer è stato distribuito il 24 maggio 2022.

## Distribuzione
La pellicola ha avuto una distribuzione limitata a partire dal 13 luglio 2022, mentre è uscita sulla piattaforma di streaming Netflix il 22 luglio successivo.
L'anteprima mondiale di The Gray Man si è tenuta a Roma il 12 luglio 2022.

## Accoglienza

### Incassi
La pellicola ha incassato globalmente 454023 $.

### Critica
The Gray Man ha ricevuto critiche miste da parte della critica. Sull'aggregatore di recensioni Rotten Tomatoes ottiene il 46% delle recensioni professionali positive,
con un voto medio di 5,8 su 10 basato su 98 critiche, mentre su Metacritic ha un punteggio di 49 su 100 basato su 36 recensioni. Simone Emiliani su Sentieri Selvaggi scrive che "I fratelli Russo accumulano l'azione senza avere l'invidiabile lucidità degli Avengers più belli di sempre".

## Riconoscimenti
- 2023 - Visual Effects Society[28]
  - Candidatura per i migliori effetti in un film fotoreale